# 指扇領辻
指扇領辻（さしおうぎりょうつじ）は、埼玉県さいたま市西区の大字。郵便番号は331-0076。

## 地理
さいたま市西区北西部の大宮台地（指扇支台）の縁に位置する。地区の東側を上尾市上野、南側をさいたま市の平方領領家、西側を宝来や峰岸、北側を上尾市平方領領家と隣接する。北側は指扇領辻の対角線上に上尾市西貝塚が位置している。南北に細長く鍵型で、峰岸との境界線は県道に沿って直線的だが、地区の東端上尾市側との境界線や谷戸の低地が複雑に入り組み、そこを流れる指扇辻川周辺には飛地も存在する。その飛地では東側で中釘とも隣接する。指扇駅から近い南部は宅地化が進行され住宅地が見られるが、それ以外は畑が多く人家はまばらな農業地域である。
地内に縄文中期の縄文遺跡である辻遺跡がある。

## 歴史
もとは江戸期より存在した武蔵国足立郡指扇領に属する辻村であった。
村高は正保年間の『武蔵田園簿』では83石余（田15石余、畑67石余）、『元禄郷帳』や『天保郷帳』によると55石余であった。助郷は中山道上尾宿に出役していた。化政期の戸数は10軒で、村の規模は東西1町、南北11町余であった。地名は平方道と川越道が地内を通り、道の分岐点の意味があると云われている。荒川に下谷原入会地を領していた。
- 1590年（天正18年）の知行は旗本三宅氏、1596年（慶長元年）より幕府領[5]となる。なお、検地は1694年（元禄7年）、入会地の検地は1744年（延享元年）に実施。
- 1623年（元和9年）より知行は旗本山内氏、1689年（元禄2年）より幕府領[5]となり幕末に至る。
- 1828年（文政11年）より上尾宿寄場64か村組合に所属していた[5]。
- 幕末の時点では足立郡に属し、明治初年の『旧高旧領取調帳』の記載によると、幕府領（代官・大竹左馬太郎支配所）[8]。
- 1868年（慶応4年）6月19日 - 武蔵知県事・山田政則（忍藩士）の管轄となる。
- 1869年（明治2年） 
  - 1月13日 - 武蔵知県事・宮原忠英の管轄区域に大宮県を設置、同県の管轄となる。県庁は東京府馬喰町に置かれる。
  - 9月29日 - 県庁が浦和に置かれ浦和県に改称。
- 1871年（明治4年）11月13日 - 第1次府県統合により埼玉県の管轄となる。
- 1879年（明治12年）3月17日 - 郡区町村編制法により成立した北足立郡に属す。郡役所は浦和宿に設置。それに伴い、指扇領を冠称し、指扇領辻村となった[5]。北足立郡（現さいたま市内）には南部領辻や辻村が存在していたため混同を防ぐ目的があった。
- 1889年（明治22年）4月1日 - 町村制施行に伴い、指扇村・宝来村・峰岸村・内野本郷村・西新井村・中釘村・清河寺村・高木村・指扇領別所村・指扇領辻村が合併し、指扇村が成立。指扇村の大字指扇領辻となる。
- 1955年（昭和30年）1月1日 - 指扇村・馬宮村・植水村・片柳村・七里村・春岡村が大宮市へ編入合併され[9]、大宮市の大字となる。
- 2001年（平成13年）5月1日 - 浦和市・大宮市・与野市が合併し、さいたま市が発足。同市の大字となる。
- 2003年（平成15年）4月1日 - さいたま市が政令指定都市に移行し、同市西区の大字となる。

### 辻村に存在していた小字
- 北[10]
- 南
- 根岸
- 流（ながれ）

## 世帯数と人口
2017年（平成29年）9月1日時点の世帯数と人口は、以下のとおりである。
| 大字         | 世帯数  | 人口  |
| ------------ | ------- | ----- |
| 大字指扇領辻 | 176世帯 | 440人 |

## 小・中学校の学区
市立小・中学校に通う場合、学区（校区）は以下のとおりとなる。
| 区域 | 小学校                   | 中学校                 |
| ---- | ------------------------ | ---------------------- |
| 全域 | さいたま市立指扇北小学校 | さいたま市立指扇中学校 |

## 交通
地区内に鉄道は敷設されていないが、東日本旅客鉄道（JR東日本）川越線の指扇駅が近い。

### 道路
- 埼玉県道57号さいたま鴻巣線 - 旧県道井戸木中野林浦和線[6]
- 秋葉通り

### バス
指扇駅北口方面の路線バスが運行されている。さいたま市コミュニティバスは峰岸方面へ運行されないが、替わりにさいたま市西区指扇地区乗合タクシー「あじさい号」の運行を実施している。
東武バスウエスト上尾営業所
地区内は「峰岸団地」、「指扇神社前」停留所が設置されている。
さいたま市乗合タクシー「あじさい号」
地区南端の秋葉通りに路線が設定されているが、停留所は当地区に設置されていない。

## 施設など
地内は県道沿線に管理釣り堀やいくつかの商業施設があるのみであり、目だった施設は数少ない。
- 指扇領辻自治会館
- 辻の庚申塔 - 市指定文化財[6][14]